# Cratere Flagstad
Flagstad  è un cratere sulla superficie di Venere. Deve il suo nome al soprano norvegese Kirsten Flagstad.